# 1,2-Oktandiol
1,2-Oktandiol, takođe poznat kao kaprilil glikol, je diol sa molekularnom formulom CH3(CH2)5CHOHCH2OH.
Ovaj materijal je komponenta mnogih kremova i topikalnih lekova, gde se koristi kao agens za kondicioniranje kože. 